# Кру на Косону
Кру сир Косон (фр. Crouy-sur-Cosson) насеље је и општина у централној Француској у региону Центар (регион), у департману Лоар и Шер која припада префектури Блоа.
По подацима из 2011. године у општини је живело 504 становника, а густина насељености је износила 17,77 становника/km². Општина се простире на површини од 28,37 km². Налази се на средњој надморској висини од 85 метара (максималној 111 m, а минималној 77 m).

## Демографија
| 1962. | 1968. | 1975. | 1982. | 1990. | 1999. | 2011. |
| ----- | ----- | ----- | ----- | ----- | ----- | ----- |
| 416   | 438   | 404   | 461   | 471   | 472   | 504   |

График промене броја становника у току последњих година